# Міністр закордонних справ Мальти
Міністр закордонних справ Мальти (мальт. Ministru tal-Affarjiet Barranin ta 'Malta) — міністерська посада в уряді Мальти. Міністр закордонних справ, який бере участь у формуванні зовнішньої політики Мальти і представляє інтереси Мальти і її громадян, захищає їхні права. Нинішній міністр закордонних справ — Єн Борґ. Посада заснована 1964 року, після здобуття Мальтою незалежності.

## Міністри закордонних справ Мальти з1964
- Джордж Борг Олівер (21 вересня 1 964 — 21 червня 1971);
- Домінік Мінтофф (21 червня 1971 — 20 грудня 1981);
- Алекс Скеберрас Тригон (20 грудня 1981 — 12 травня 1987);
- Ченсу Табоне (12 травня 1987 — 16 березня 1989);
- Едвард Фенек Адамі (16 березня 1989 — 5 травня 1990);
- Гвідо де Марко (5 травня 1990 — 29 жовтня 1996);
- Джордж Велла (29 жовтня 1 996 — 6 вересня 1998);
- Гвідо де Марко (8 вересня 1998 — 24 березня 1999);
- Джо Борг (24 березня 1999 — 23 березня 2004);
- Джон Даллі (23 березня — 3 липня 2004);
- Майкл Френдо (3 липня 2004 — 12 березня 2008);
- Тоніо Борг (12 березня 2008 — 28 листопада 2012);
- Френсіс Заммит Дімек (28 листопада 2012 — 13 березня 2013);
- Джордж Велла (13 березня 2013 — 9 червня 2017);
- Кармело Абела (9 червня 2017 — 15 січня 2020);
- Еваріст Бартоло[en] (15 січня 2020 — 30 березня 2022)
- Єн Борґ (з 30 березня 2022)